# Episodi di Nero Wolfe (serie televisiva 2001) (prima stagione)
La prima stagione della serie televisiva Nero Wolfe è stata trasmessa a partire dal 22 aprile 2001 dall'emittente televisiva A&E Network. Il pilota della serie era stato trasmesso precedentemente il 5 marzo 2000.
| n° | Titolo originale        | Titolo italiano                         | Prima TV USA   | Prima TV Italia |
| -- | ----------------------- | --------------------------------------- | -------------- | --------------- |
| 0  | The Golden Spiders      | Nero Wolfe: il ragno d'oro              | 5 marzo 2000   | 20 giugno 2001  |
| 1  | The Doorbell Rang (1/2) | Nero Wolfe contro l'Fbi (1/2)           | 22 aprile 2001 |                 |
| 2  | The Doorbell Rang (2/2) | Nero Wolfe contro l'Fbi (2/2)           | 22 aprile 2001 |                 |
| 3  | Champagne for One (1/2) | Nero Wolfe: champagne per uno (1/2)     | 29 aprile 2001 |                 |
| 4  | Champagne for One (2/2) | Nero Wolfe: champagne per uno (2/2)     | 6 maggio 2001  |                 |
| 5  | Prisoner's Base (1/2)   | Nero Wolfe: i quattro cantoni (1/2)     | 13 maggio 2001 |                 |
| 6  | Prisoner's Base (2/2)   | Nero Wolfe: i quattro cantoni (2/2)     | 20 maggio 2001 |                 |
| 7  | Eeny Meeny Murder Moe   | Nero Wolfe: ospiti indesiderabili (1/2) | 3 giugno 2001  |                 |
| 8  | Disguise for Murder     | Nero Wolfe: ospiti indesiderabili (2/2) | 17 giugno 2001 |                 |
| 9  | Door to Death           | Nero Wolfe: delitti d'amore (1/2)       | 24 giugno 2001 |                 |
| 10 | Christmas Party         | Nero Wolfe: delitti d'amore (2/2)       | 1º luglio 2001 |                 |
| 11 | Over My Dead Body (1/2) | Nero Wolfe e sua figlia (1/2)           | 8 luglio 2001  |                 |
| 12 | Over My Dead Body (2/2) | Nero Wolfe e sua figlia (2/2)           | 15 luglio 2001 | 2003            |